# Wahlkreis Perth and Kinross
Der Wahlkreis Perth and Kinross war von 1983 bis 1997 ein Wahlkreis (englisch constituency) für die Wahl eines Abgeordneten des britischen Unterhauses (House of Commons).

## Ergebnisse

### Parlamentswahl 1983
| Kandidaten           | Kandidaten         | Parteien                | Stimmen | %    |
| -------------------- | ------------------ | ----------------------- | ------- | ---- |
|                      | Nicholas Fairbairn | Conservative Party      | 17.888  | 40,2 |
|                      | Douglas Crawford   | Scottish National Party | 11.155  | 25,1 |
|                      | John Coutts        | Liberal Party           | 10.997  | 24,7 |
|                      | Alistair Stuart    | Labour Party            | 4.414   | 9,9  |
| Gesamt               | Gesamt             | Gesamt                  | 44.454  | 100  |
|                      |                    |                         |         |      |
| Quelle: UK Parlament |                    |                         |         |      |

### Parlamentswahl 1987
| Kandidaten           | Kandidaten         | Parteien                | Stimmen | %    |
| -------------------- | ------------------ | ----------------------- | ------- | ---- |
|                      | Nicholas Fairbairn | Conservative Party      | 18.716  | 39,6 |
|                      | Jim Fairlie        | Scottish National Party | 13.040  | 27,6 |
|                      | Stewart Donaldson  | Liberal Party           | 7.969   | 16,9 |
|                      | Jack McConnell     | Labour Party            | 7.490   | 15,9 |
| Gesamt               | Gesamt             | Gesamt                  | 47.215  | 100  |
|                      |                    |                         |         |      |
| Quelle: UK Parlament |                    |                         |         |      |

### Parlamentswahl 1992
| Kandidaten           | Kandidaten          | Parteien                | Stimmen | %    |
| -------------------- | ------------------- | ----------------------- | ------- | ---- |
|                      | Nicholas Fairbairn  | Conservative Party      | 20.195  | 40,2 |
|                      | Roseanna Cunningham | Scottish National Party | 18.101  | 36,0 |
|                      | Mervyn Rolfe        | Labour Party            | 6.267   | 12,5 |
|                      | Malcolm Black       | Liberal Democrats       | 5.714   | 11,4 |
| Gesamt               | Gesamt              | Gesamt                  | 50.277  | 100  |
|                      |                     |                         |         |      |
| Quelle: UK Parlament |                     |                         |         |      |

### Nachwahl 1995
Die Wahl fand am 25. Mai statt.
| Kandidaten                                             | Kandidaten           | Parteien                            | Stimmen | %    |
| ------------------------------------------------------ | -------------------- | ----------------------------------- | ------- | ---- |
|                                                        | Roseanna Cunningham  | Scottish National Party             | 16.931  | 40,4 |
|                                                        | Douglas Alexander    | Labour Party                        | 9.620   | 22,9 |
|                                                        | John Godfrey         | Conservative Party                  | 8.990   | 21,4 |
|                                                        | Veronica Linklater   | Liberal Democrats                   | 4.952   | 11,8 |
|                                                        | Screaming Lord Sutch | Official Monster Raving Loony Party | 586     | 1,4  |
|                                                        | Vivian Linacre       | UK Independence Party               | 504     | 1,2  |
|                                                        | Robin Harper         | Scottish Green Party                | 223     | 0,5  |
|                                                        | Michael Halford      | Scottish Conservatory and Unionist  | 88      | 0,2  |
|                                                        | Gary Black           | Natural Law Party                   | 54      | 0,1  |
| Gesamt                                                 | Gesamt               | Gesamt                              | 41.948  | 100  |
|                                                        |                      |                                     |         |      |
| Quelle: House of Commons Information Office Factsheets |                      |                                     |         |      |